# Novolazarevskaja (forskningsstation)

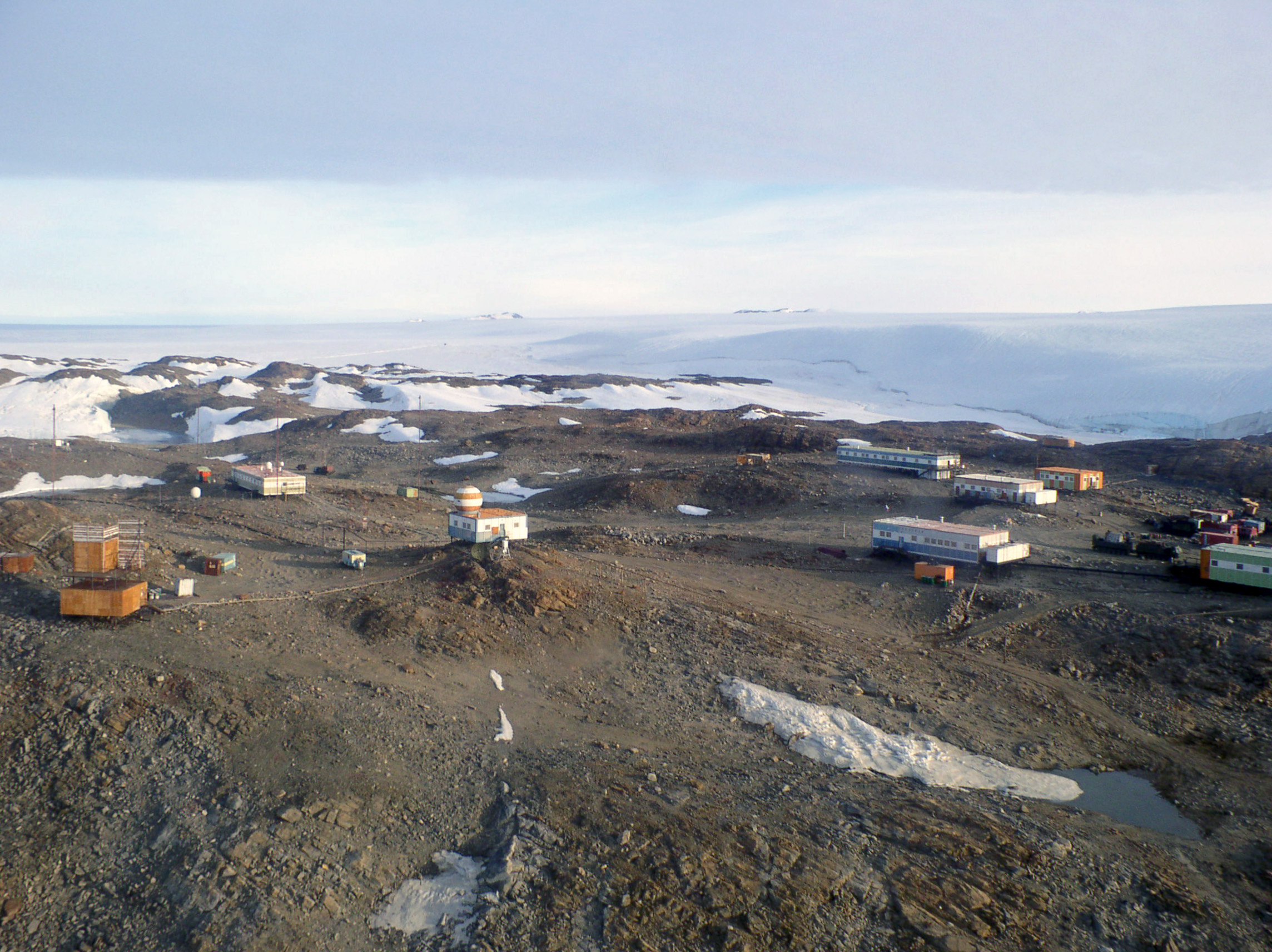
Novolazarevskaja, 2006

Novolazarevskajastationen (Ryska: Станция Новолазаревская) är en rysk forskningsstation i Dronning Maud Land, Antarktis. Den ligger i sydöstra delen av  Schirmacheroasen, 75 km från kusten, och skiljs från kusten av Lazarevisen. Den öppnades 18 januari 1961 av den sjätte sovjetiska antarktiska expeditionen. Den kan hysa 70 personer under sommaren. Det finns ett flygfält som används både av forskargrupper och kommersiella syften. Stationen utgör en del i det ryska satellitpositioneringssystemet GLONASS. 
Stationen är uppkallad efter  Michail Lazarev, som var andreman på den första ryska antarktisexpeditionen 1819–1821, och kapten ombord Mirnyy. 